# Echoes (discoteca)
L'Echoes era una discoteca di Misano Adriatico attiva tra il 1991 e il 2008.

## Descrizione
Il locale era situato nei pressi del Circuito Internazionale Santamonica.
Diviso su due piani, al superiore si trovava la sala grande, mentre al piano inferiore il privée che inizialmente aveva il nome di "Bunker", cambiando poi nome in "Cristal Cave". Successivamente apre un'altra sala chiamata "Black Hole" per un pubblico prettamente gay. Nel periodo estivo venne aperto anche il giardino attiguo, sempre con due sale, il privèe e la main room chiamata "Liz".

## Storia
Il locale nasce da un'idea dei proprietari Gianluca Tantini e Maurizio Monti; quest'ultimo svolgeva la mansione anche di direttore artistico. Nel 1992 aprono nei locali del Vae Victis, ex Lily Marlene, un nuovo club house con il nome Echoes Trade Mark.
Tra le serate che hanno caratterizzato il locale, la più degna di nota era il Magic Monday che si teneva il lunedì e, per alcune stagioni, fu condotto da Tony Humphries.
I disc jockey residenti erano Ricki Montanari, Flavio Vecchi, Ricci DJ.
Fra gli altri che vi hanno suonato: Héctor Romero, Satoshi Tomiie, Frankie Knuckles, David Morales, Carl Craig.
La discoteca chiuse definitivamente il 27 settembre 2008.
Tra il 2016 e 2017 il vecchio complesso originario è stato demolito per far posto a un parco dedicato ai motori.